# Салон
Сало́н (фр. salon, от итал. salone — большая зала) — литературный, художественный или политический кружок избранных лиц, собирающихся в частном доме, в зале, гостиной, комнате для приёма. Посетители салона составляли смешанное сообщество, такие собрания существовали не во всех европейских странах, явление получило развитие там, где не были слишком сильны религиозные и социальные ограничения. Само слово «салон» в значении собрания в чьём-либо доме появилось в конце XVIII века.
Наиболее прославленные салоны — французские, группировавшиеся вокруг какой-либо выдающейся женщины, как правило, из высших слоёв общества, так называемой «царицы салона», которая, как правило, отличалась остроумием, талантом или красотой. Обычно собрания происходили в её доме. Прототипами классических салонов были средневековые «куртуазные дворы» особ королевского происхождения. Известны салоны XVI столетия — Маргариты Наваррской, Марии Шотландской, Маргариты Валуа (королевы Марго); в Италии — Изабеллы д’Эсте, Лукреции Борджиа. В XVII веке славился салон придворного художника-портретиста Даниеля Дюмустье. На начало XX столетия салонами в Париже называли ежегодные выставки новейших произведений искусства.

## История
Как отмечает французская исследовательница Клод Дюлон, культура салона формировалась только там, где были не так сильны запреты религиозного и сословного характера, налагаемые на женщин. В Испании подобные собрания не сложились, несмотря на то, что испанский вариант куртуазии, в том виде, как его понимали европейцы, очень сильно повлиял на салонную жизнь в других странах. Салоны принцесс либо королевских фавориток изначально не могли подвергаться нападкам, так как высокий социальный статус их хозяек служил им надёжной защитой. «Собственно, салон рождается в тот момент, когда эти очаги культуры покидают королевский двор, дворец или палаццо, чтобы переместиться в город, в частные дома просвещённых владелиц» (Дюлон). Существование салона было возможно тогда, когда его члены составляли «смешанное общество». Флагманом в этом вопросе выступили французские салоны, посредством которых женщины начинали участвовать в общественной жизни. Это была лишь малая часть женщин, верхний слой, интеллектуальная элита, однако без неё не могли произойти дальнейшие изменения в положении всех женщин.

## Французские салоны

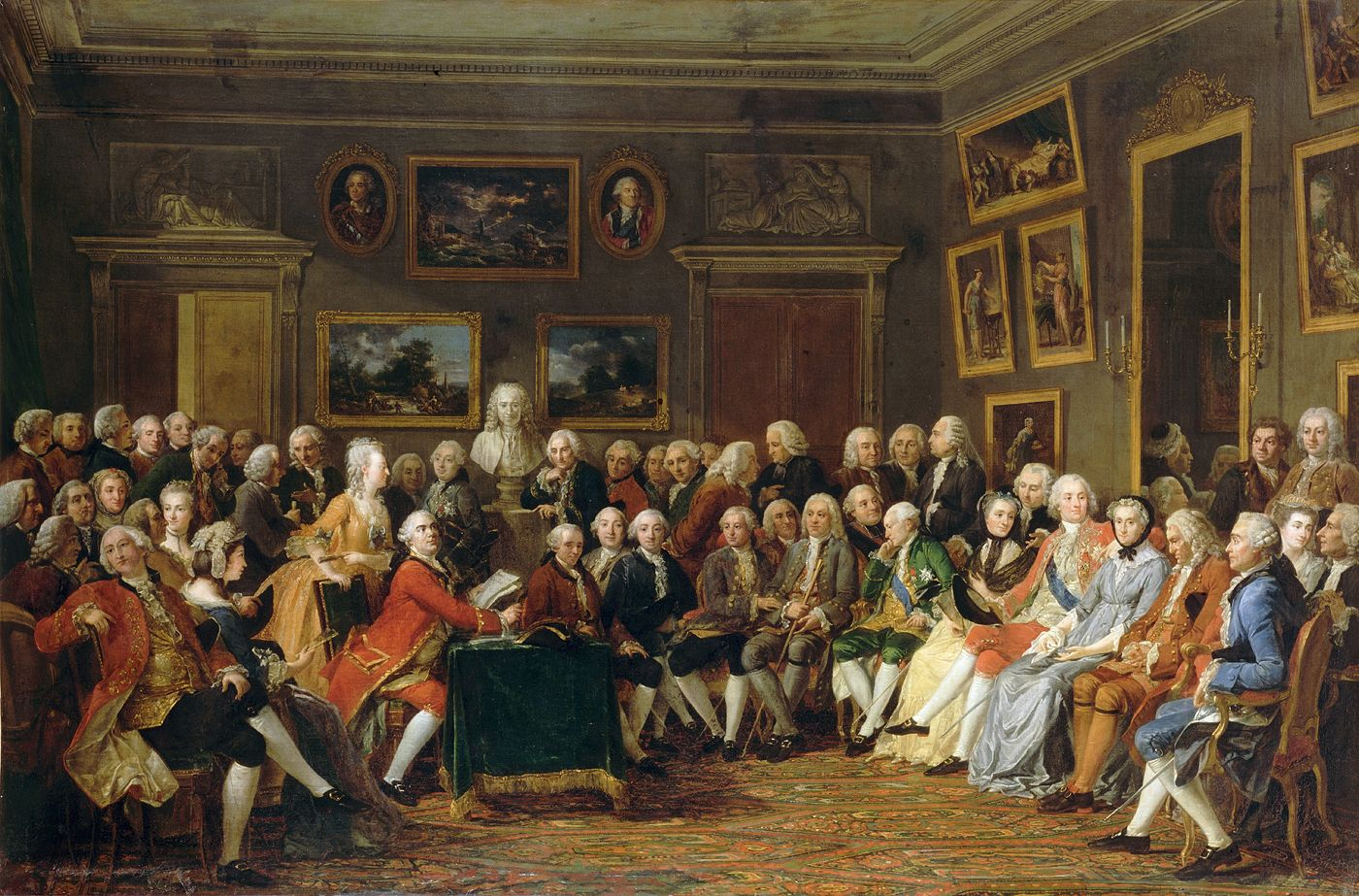
Чтение Вольтера в салоне мадам Жофрен (XVIII век)

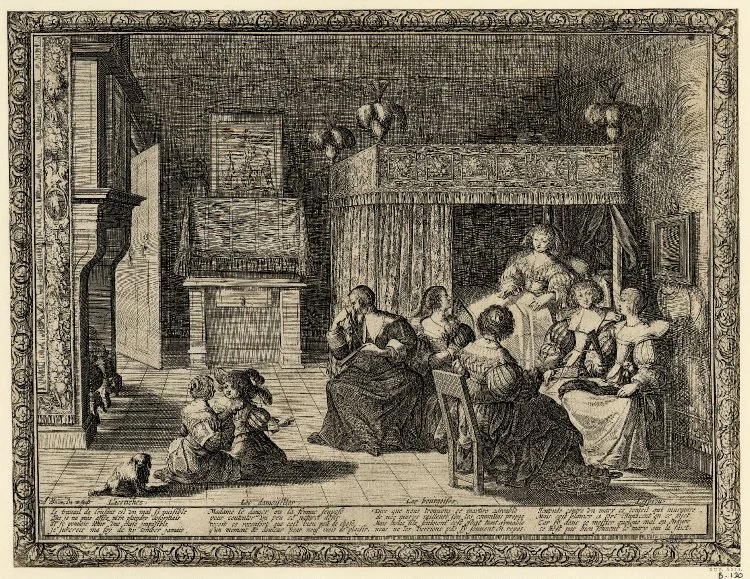
А. Босс. Голубая комната госпожи Рамбуйе. После ужина гости маркизы собирались в этой комнате, чтобы в «часы пищеварения» оттачивать своё остроумие на заданную тему. Хозяйка салона возлежала на кровати

Европейский салон пережил своё бурное развитие в XVII веке, когда, после веков бытования в качестве организующей силы христианского мировоззрения, новой формой общественной жизни высшего общества становится светский салон. И первые салоны, которые действительно являлись салонами, появились во Франции. После нескольких десятилетий религиозных войн в конце XVI века пострадала не только экономика страны. Гражданская война разрушительно повлияла на мораль и способствовала общему падению культуры. Салоны, наряду с церковью, властью, заметными мыслителями своего времени, по-своему, создавая и культивируя «идеал светского политеса», помогали борьбе с невежеством.
Несмотря на то, что салон зародился в аристократической среде, знаком новой эпохи стало то, что главную роль в нём играла не аристократия высокого происхождения, а культурная элита, в которой было немало выходцев из низших сословий. Клод Дюлон набрасывает портрет первых хозяек французских салонов: «Речь шла, естественно, о парижанках, привилегированных в силу своего рождения и (или) своего состояния, чьи мужья были или людьми свободомыслящими, или подолгу отсутствовали, или уже умерли; а также старые девы (например, мадемуазель де Скюдери), родители которых наконец-то перестали держать их на поводке». Однако Дюлон отмечает, что самостоятельность женщины была хотя и необходимым, но не исчерпывающим условием. Важно было иметь волю для получения того культурного уровня, который позволял привлечь в свой дом людей незаурядных. Для женщины XVI—XVII вв. это означало заниматься самообразованием. Дюлон приводит в пример придворную даму мадам де Брассак, которая учила латынь и смогла познакомиться с трудами древних римлян в оригинале самостоятельно. Доступ к литературе, возможность читать, являлись одним из самых значительных факторов для образования девушек и женщин. Здесь приоритет имели представительницы протестантских семей, так как в ту эпоху число частных библиотек у них превышало число библиотек у католиков в три раза.
Одним из самых известных салонов XVII века был литературный салон госпожи де Рамбуйе, отказавшейся от придворной жизни после рождения старшей дочери. По сути её усилиями был создан идеал французского салона. Жизненные обстоятельства благоприятствовали маркизе де Рамбуйе, всё способствовало к тому, чтобы она стала хозяйкой салона. Она родилась в семье француза и итальянки. Её мать дала будущей маркизе Рамбуйе прекрасное образование, дочь в равной степени владела двумя языками — итальянским и французским. Позднее она изучила и испанский язык, чтобы свободно читать и на нём. Характер её был дружелюбным, а её репутация была незапятнанной — в браке маркиза была счастлива. Муж во всём содействовал обожаемой им жене. Грубые нравы двора и последовавшая при Ришельё опала маркиза Рамбуйе способствовали тому, чтобы она создала у себя «двор по своему вкусу». Она начала с планировки собственного дома, проявив при этом немалую находчивость — несколько её новшеств, в том числе лестница, выходящая на анфиладу комнат сбоку, стали очень популярными. Центром салона Рамбуйе стал альков — она страдала болезнью, которая не была определена в то время (считается, что это было что-то вроде термо-анафилаксии — боязнь солнечного света и каминного огня), поэтому именно спальня стала главным помещением в доме. Пространство, ранее отведённое для сна, молитвы, любви, а также хранения документов и ценностей (здесь находилось нечто вроде подобия сейфа), становилось местом общественной жизни. Наряду с литераторами: Вуатюром, Малербом, Гезом де Бальзаком, Конраром, собрания у маркизы де Рамбуйе в её парижском доме посещали кардинал де Лавалетт, маршал Шомбер, принцесса де Конде, герцогиня де Роган, герцогиня де Шеврез и многие другие представители родовой аристократии. Дюлон отмечает интересную особенность хозяек французских салонов XVII века — мадам де Сабле, мадам де Мор, мадам де Лафайет — их лёгкую и большей частью непонятную болезненность и связанную с ней уединённую жизнь.
Во французском высшем свете стало модным интересоваться науками; по замечанию современника, у каждой дамы «вместо пажа появился свой математик». Новые увлечения служили пищей для салонных разговоров. Культивировался особый склад ума: прежде всего ценились утончённость, гибкость, изобретательность, способность изящно и остроумно обыграть любую тему без серьёзного углубления в неё. Отсюда последовало и негативное значение слова с критическим оттенком: «салонное» в смысле поверхностное, любительское, конъюнктурное или сентиментальное творчество.
Слово «Салоны» послужило названием для знаменитого сочинения просветителя Дени Дидро, который в течение двадцати двух лет (1759—1781) в письмах Гримму давал критический обзор выставок живописи в парижском «Салоне».

## Русские салоны

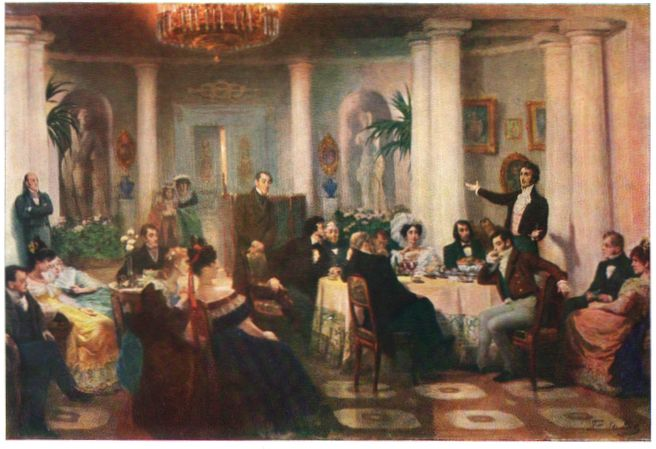
В салоне княгини Волконской (XIX век)

Литературные салоны появились и в России на рубеже XVIII и XIX веков. Они оказали большое влияние на развитие русской культуры в целом и литературы в частности. В них создавались литературные кружки, объединения, впервые читались вслух произведения, которые при существовании царской цензуры появлялись в печати много позже (например, «Горе от ума» А. С. Грибоедова). Посетители салонов, как правило, были единомышленниками (например, см. славянофилы).

## Известные хозяйки салонов

### Французские хозяйки салонов
- мадам де Рамбуйе
- госпожа де Граммон
- Франсуаза де Ментенон
- мадмуазель Скюдери
- госпожа Ролан
- мадам де Сталь
- маркиза де Ламбер
- мадам д’Эпине
- Мария Тереза Жофрен
- мадам Неккер
- София Петровна Свечина (Madame Swetchine)
- мадам Рекамье
- мадам Ремюза
- Нинон де Ланкло
- Адриенна Лекуврёр
- Элизабет Виже-Лебрён
- Паива
- графиня де Луан
- Жорж Санд
- Графиня Греффюль
- Хелен Мария Уильямс
- Графиня д'Удето

### Русские хозяева и хозяйки салонов
- царевна Наталья Алексеевна (до 1716).
- царевна Екатерина Иоанновна (герцогиня Мекленбургская) (1720-е гг.)
- цесаревна Елизавета (будущая императрица Елизавета I) (1730-е гг.)
- Мария Кантемир (сестра поэта Кантемира) (1730-е гг.)
- Херасков, Михаил Матвеевич и его жена Елизавета Неронова (1750-60-е гг.)
- Голицына, Авдотья Ивановна
- полковник Иван Бенкендорф и его супруга Елизавета Ивановна
- Кокошкин, Федор Федорович (старший)
- Соболевский, Сергей Александрович
- Дмитриев, Иван Иванович
- ректор Московского университета Тургенев, Иван Петрович
- Волконская, Зинаида Александровна
- Пономарёва, Софья Дмитриевна
- Чаадаев, Петр Яковлевич
- Оленин, Алексей Николаевич
- Елагина, Авдотья Петровна, её сыновья Киреевский, Иван Васильевич и Киреевский, Пётр Васильевич («воскресенья»)
- Аксаков, Сергей Тимофеевич (аксаковские «субботы»)
- Павлова, Каролина Карловна
- Грановский, Тимофей Николаевич
- Свербеев, Дмитрий Николаевич, автор «Записок» о событиях в общественно-политической жизни первой половины XIX в. в России, опубликованных лишь чрез много лет после его смерти в 1899 г. Собирались по пятницам по адресу Страстной бульвар, дом 6. Сохранились документы, что 15 мая 1836 года здесь побывал А. С. Пушкин[15].
- Ростопчина, Евдокия Петровна
- Корнильев, Василий Дмитриевич
- Одоевский, Владимир Фёдорович
- Писемский, Алексей Феофилактович («среды»)
- Александр Столетов (1870—1880-е гг.)
- Островский, Александр Николаевич
- Телешов, Николай Дмитриевич («среды»)
- Танеев, Сергей Иванович («Танеевский домик»)
- Брюсов, Валерий Яковлевич
- Никитина, Евдоксия Фёдоровна («Никитинские субботники»)
- Морозова, Варвара Алексеевна
- Богданович, Евгений Васильевич и Богданович, Александра Викторовна
- Гиппиус, Зинаида Николаевна («Зелёная лампа»)